# Überrollvorrichtung

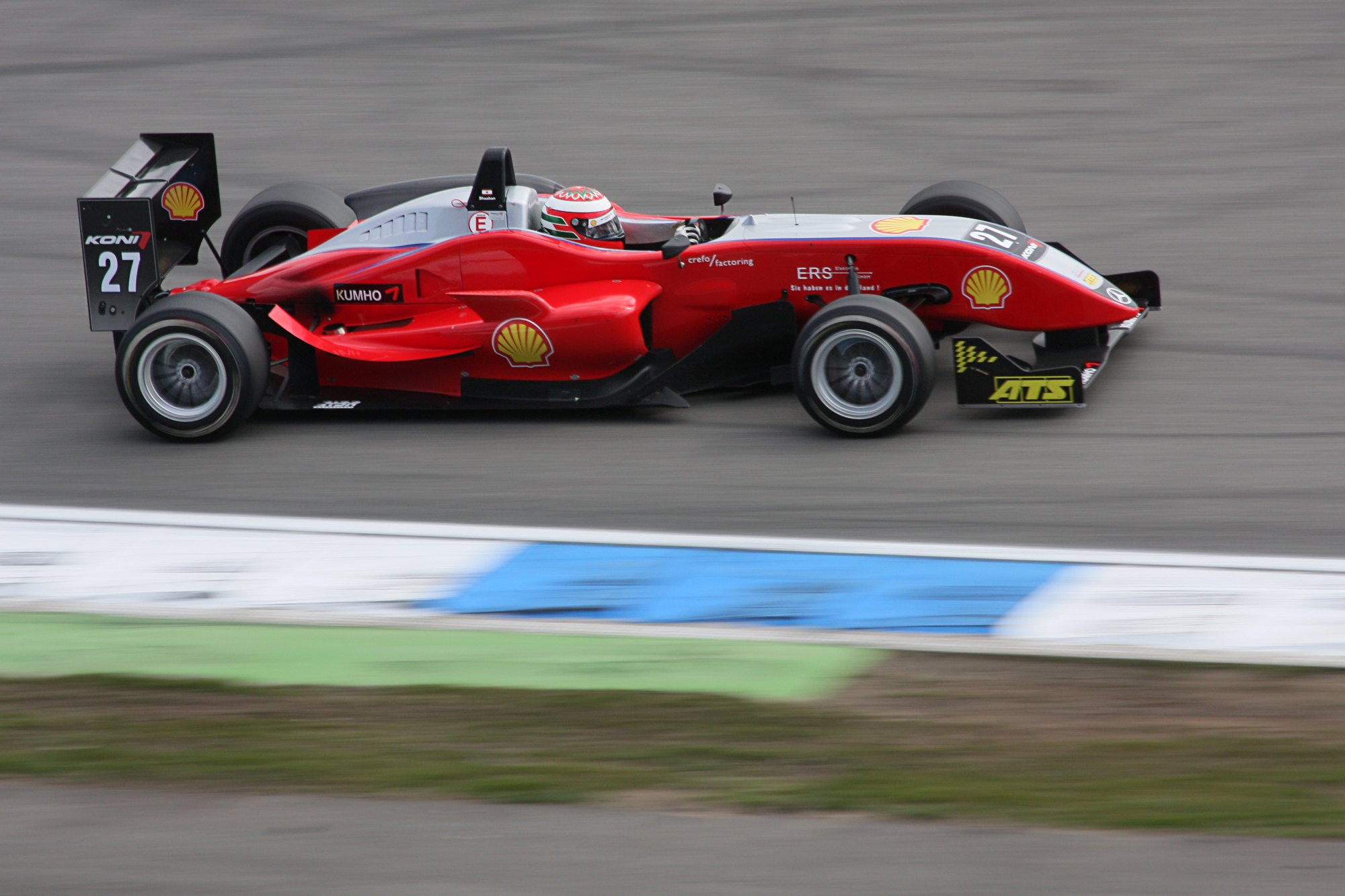
Überrollbügel eines Formel-3-Rennwagens (mittig, schwarz, über dem roten E)

Überrollvorrichtungen sind spezielle Einbauten in Fahrzeuge, die die Insassen im Fall eines Überschlags schützen sollen.

## Überrollbügel

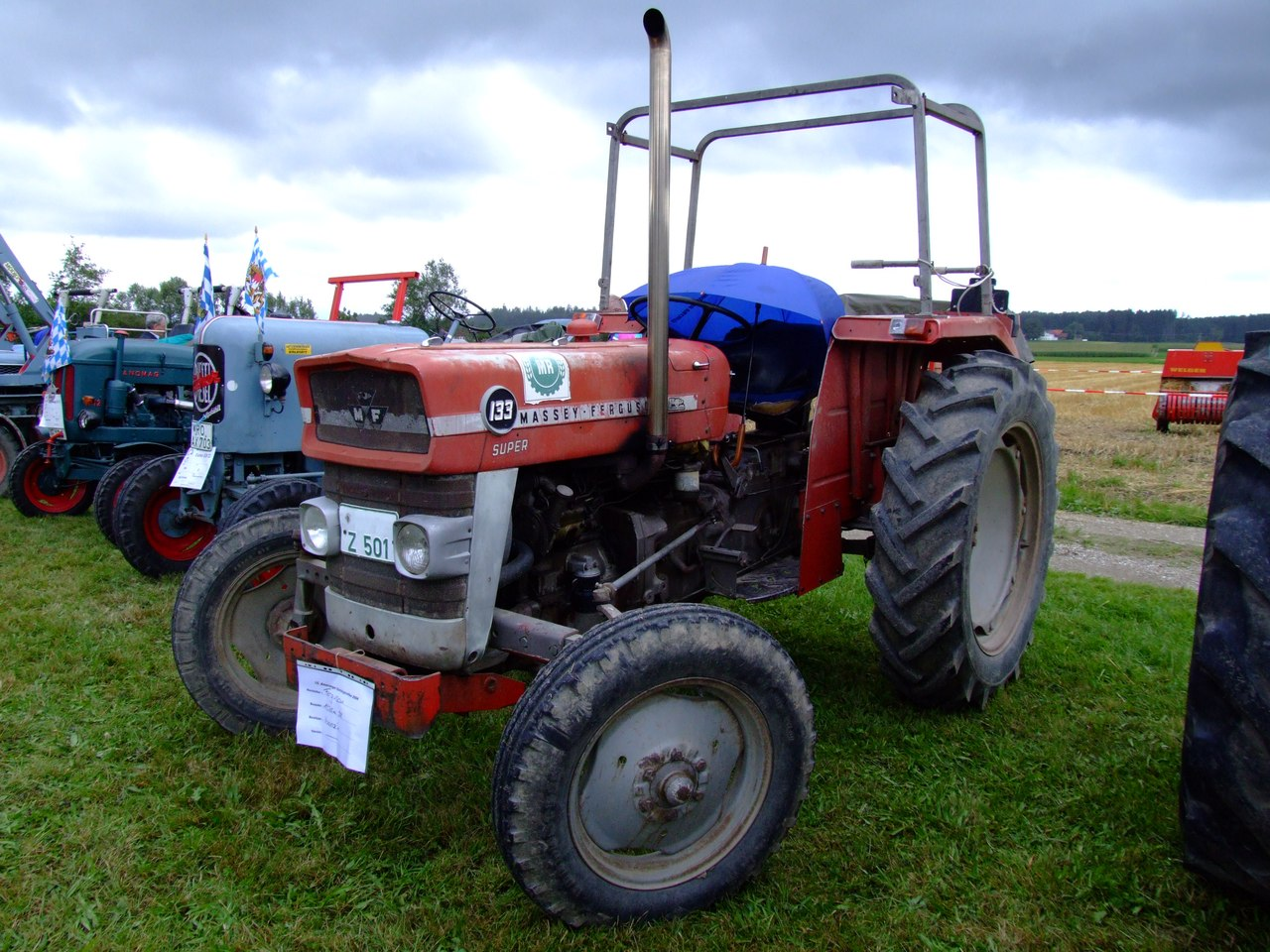
Massey-Ferguson-Traktor mit Überrollbügel

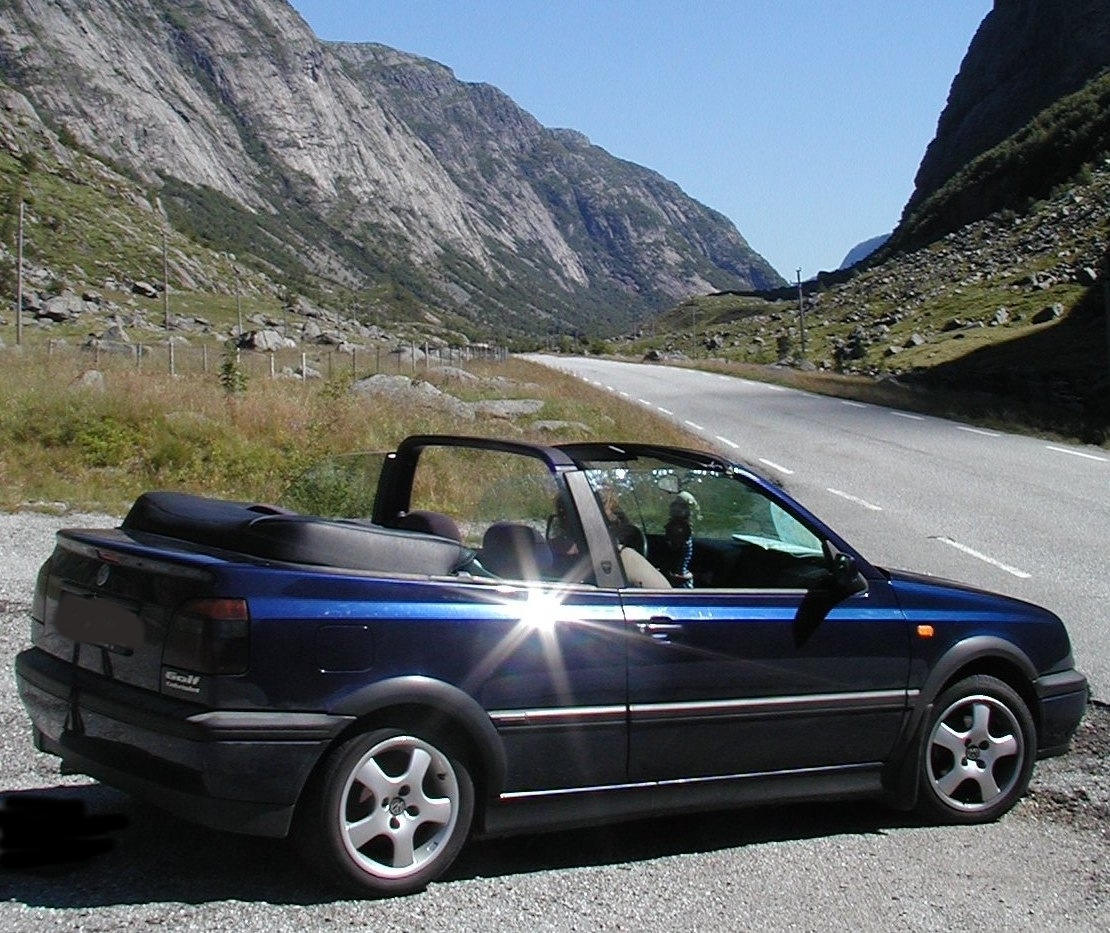
Dem VW Golf Cabrio brachte der Überrollbügel den Spitznamen Erdbeerkörbchen ein

Überrollbügel sind Metallrohrkonstruktionen, die meist in Cabriolets sowie in getunten Fahrzeugen bzw. in Renn- und Rallyefahrzeugen eingebaut sind. Diese Konstruktionen sollen bei einem Überschlag verhindern, dass das Dach zu sehr eingedrückt wird, sodass ein Überlebensraum bestehen bleibt, bzw. im offenen Cabriolet den Überlebensraum ohne Dach sichern. Im Gegensatz zum Überrollkäfig beschränkt sich der Überrollbügel auf eine Ebene in der Längsachse, praktischerweise die B-Säule. Abstrebungen nach hinten sind zweckmäßig, ändern aber nichts an der Definition.
Moderne Cabriolets haben teilweise aktive Überrollbügel, die im Falle eines Überschlages in Sekundenbruchteilen hervorschnellen.
Geschlossene Pkw haben keinen eigenständigen Überrollbügel, jedoch sind die selbsttragenden Karosserien zumeist im Bereich der B-Säule entsprechend verstärkt.
Da es besonders in steilem Gelände in der Land- und Forstwirtschaft zahlreiche tödliche Unfälle durch Umstürzen gab, müssen in Österreich seit 1960 und in Deutschland seit 1. Januar 1970 alle neu zugelassenen land- oder forstwirtschaftlichen Traktoren und Zugmaschinen mit Umsturzvorrichtungen ausgerüstet sein. Für Bestandmaschinen galt eine Nachrüstpflicht bis zum 1. Januar 1977. Da es sich hierbei in Deutschland nicht um eine gesetzliche Regelung der StVZO, sondern um die Unfallverhütungsvorschriften der landwirtschaftlichen Berufsgenossenschaften handelt, gilt diese Vorschrift für außerlandwirtschaftlich zugelassene Traktoren nicht. In der aktuellen Fassung ist das in VSG 3.1 §33 Absatz 2 geregelt. Die Fahrerkabinen, mit denen heute ein Großteil der Fahrzeuge ausgestattet sind, erfüllen diese Vorschriften.
In der Schweiz galt die Pflicht ab 1. Januar 1979. Seit diesem Zeitpunkt müssen alle neuen Traktoren mit einem Überrollschutz ausgerüstet sein. Eine Nachrüstpflicht gab es in der Schweiz nicht.

## Überrollkäfig

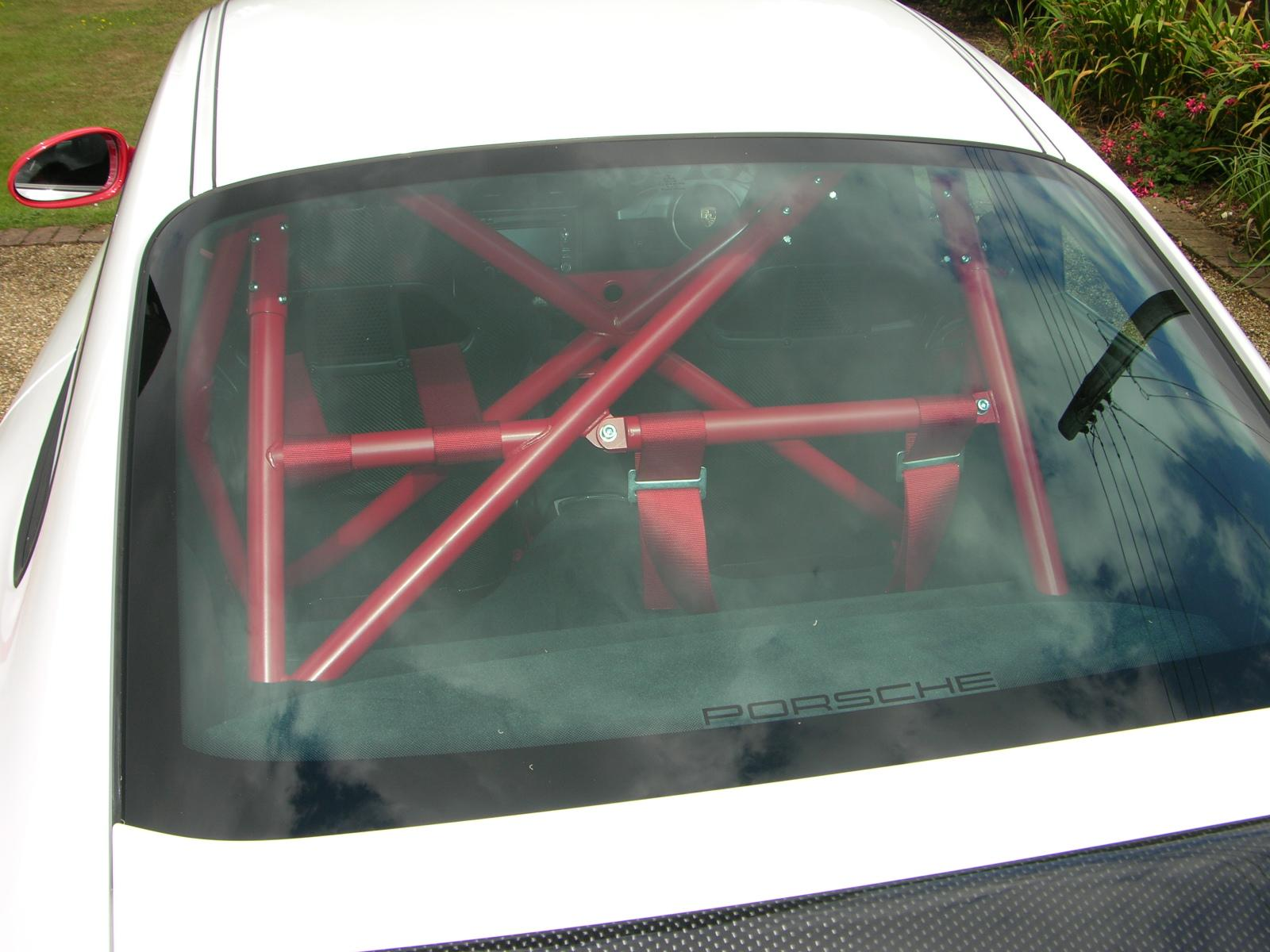
Überrollkäfig in einem Porsche 997 GT3 RS 3.8.

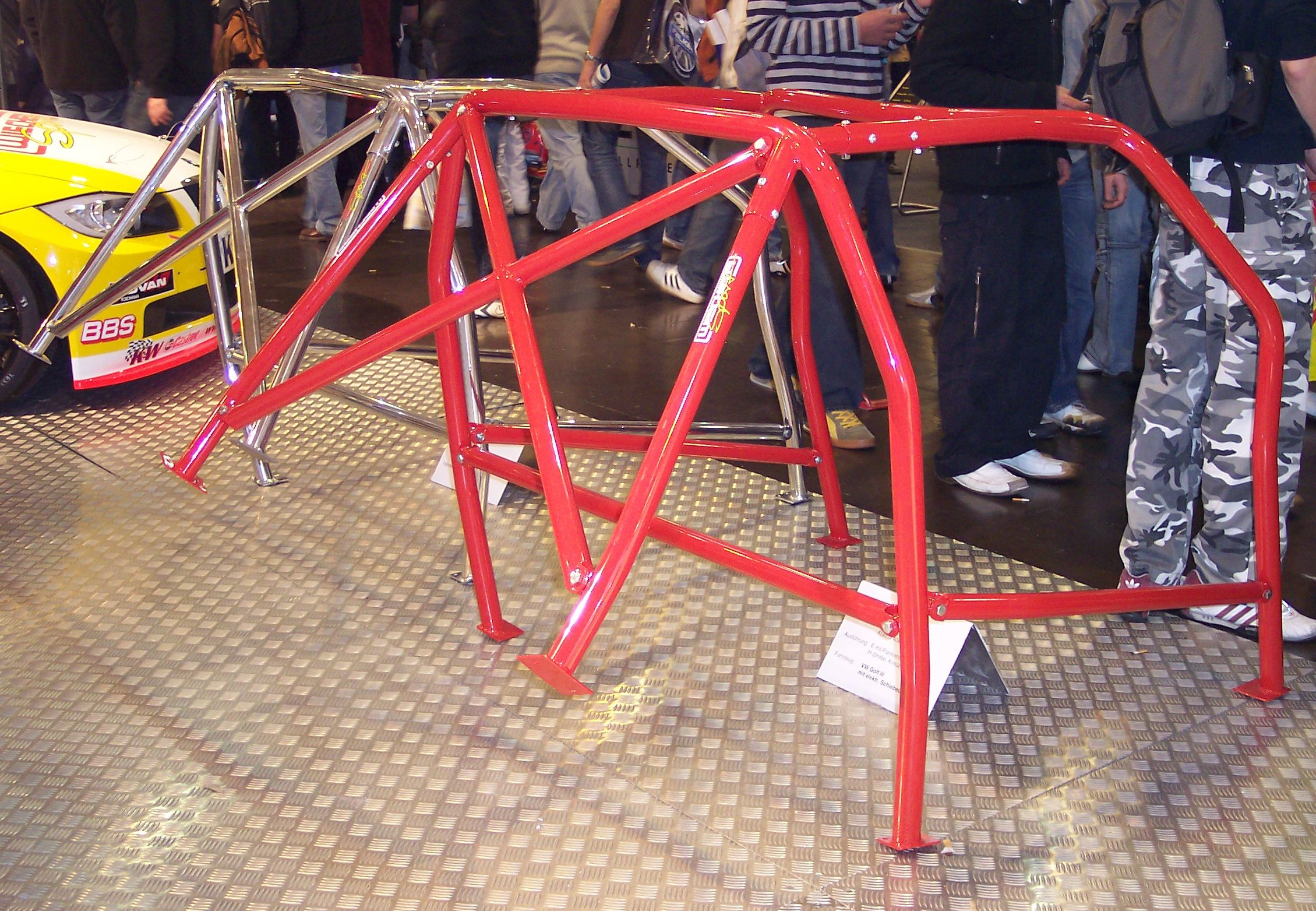
Überrollkäfige

Überrollkäfig wird eine Metallkonstruktion genannt, die meist in Fahrzeuge eingebaut wird, die im Motorsport eingesetzt werden. In Höhe der A-Säule und B-Säule verläuft im Innenraum je ein Rohr entlang der Kontur der Karosserie. Beide Rohre reichen vom Fahrzeugboden bis über die Kopfhöhe der Insassen, um sie vor Verletzungen durch Verformung des Fahrzeuges zu schützen. Meist werden die beiden Hauptbügel durch einen seitlichen Flankenschutz verbunden und durch eine sogenannte H-Strebe hinter den Sitzen ergänzt.
Für die Eignung im Motorsport muss die jeweilige Konstruktion homologiert sein und realistischen Ansprüchen an Materialstärke und -festigkeit genügen. Diagonal verlaufende Verstrebungen und eine Abstützung nach hinten sind erforderlich. Die Erweiterung eines Überrollkäfigs entspricht dann einer sogenannten Sicherheitszelle, welche im Gegensatz zum herkömmlichen „Käfig“ das Fahrzeug grundlegend versteift.

## Sicherheitszelle
Eine Sicherheitszelle bietet aufbauend auf dem Überrollkäfig einen besseren Schutz der Insassen und eine höhere Steifigkeit der Karosserie durch Verbindungen an A-, B- und gegebenenfalls C-Säule. Verbindungen zu den Domen vorn und hinten gehören ebenso dazu wie weitere Streben im Dach-, Fuß-, Kopf- und Armaturenbrettbereich. Idealerweise sollten die Rohrverbindungsstellen geschweißt sein und an Knotenpunkten mit Zusatzblechen verstärkt werden. Ziel ist es, einen ausreichenden Überlebensraum für die Insassen zu schaffen, wobei die Beschleunigungswerte auf die Insassen nicht zu hoch werden dürfen. Eine hilfreiche Unterstützung von Sicherheitszellen findet sich für die Insassen neben Gurten, Helm und feuerfester Kleidung beim HANS-System.
Die Motorsportorganisationen (international die FIA, national in Deutschland der DMSB) geben hierzu immer wieder Neuerungen heraus.